# Clapton and Friends Tour
Die Clapton and Friends Tour [klæptɒn ænd frɛndz tʊə] war eine weltweit stattfindende Konzerttournee des britischen Rockmusikers Eric Clapton. Die Tournee begann am 3. Juli 1986 in Sandvika. Die Tournee diente der Vermarktung des im Jahr 1986 veröffentlichten Studioalbums August. Im Laufe der Tournee bereiste Clapton die Kontinente Asien, Europa, Nordamerika und Ozeanien und trat insgesamt 48-mal in vier Monaten intensiver Reisen auf. Von 1986 bis 1987 spielte der britische Rockmusiker in Stadien, Arenen, Klubs und auf verschiedenen Festivals. Am 9. November 1987 endete die Tournee in Osaka.
Es wurde eine Mischung aus neuen Stücken sowie Blues-Klassikern und Clapton-Hits vorgetragen. An einigen Terminen der Tournee traten Gastmusiker gemeinsam mit Clapton auf. Auch Phil Collins war maßgeblich an der Tournee als Schlagzeuger und Hintergrundsänger beteiligt. Hauptsächlich bestand die „Clapton-and-Friends“-Besetzung aus vier bis fünf Leuten. Während der gesamten Welttournee trat der britische Rockmusiker vor mehr als 360.000 Zuschauern in zwölf verschiedenen Ländern der Welt auf. Es wurden Einnahmen von mehr als 7,4 Millionen US-Dollar erzielt und mehrere Konzert-Aufnahmen veröffentlicht.

## Tourneegeschehen

### Hintergründe
In einem Interview von 1986 erklärte Collins, wie es zu der Zusammenarbeit zwischen ihm, Nathan East und Greg Phillinganes kam: „[…] Es ist ein wesentlicher Abfall von Druck zu spüren. Alles was ich machen muss, ist Schlagzeug spielen. […] Greg und Nathan, die beiden anderen Musiker in der Band, sind großartige Musiker. Nathan und ich haben schon auf Philip Baileys Album [Chinese Wall] zusammen gespielt. Und haben uns gesagt, dass wir gerne weiter zusammen arbeiten wollen. Und zufällig spielte er auch schon auf Erics Alben, die ich nicht produziert habe und Eric wollte ihn und Greg in seiner Gruppe haben. […] Und plötzlich hat sich alles zusammengefügt. Und wir haben auf Erics neuem Album gespielt und es war einfach nur eine großartige Möglichkeit. Und irgendjemand sagte: ‘Wie sieht es mit einigen Auftritten aus?’ und ich sollte eigentlich mein Juli/August-Urlaub mit meinen Kindern haben, die aber nicht zur Verfügung stehen. […] Ein paar Wochen mit Eric; eine ziemlich entspannende Tournee […]“.

### Tourneeverlauf
Clapton startete seine Tournee am 3. Juli 1986 mit einem Konzert im Rahmen des Øyafestivalen-Festivals in Norwegen. Einen Tag später besuchte er das Roskilde-Festival in Dänemark, bevor er als Teil des Montreux Jazz Festival in der Schweiz auftrat. Ein Konzert während des Jazz-à-Juan-Festivals in Frankreich folgte. Am 14. und 15. Juli 1986 spielte der Brite im Vereinigten Königreich als Solokünstler. Ende November ließ Clapton vier Konzerte in zwei Klubs folgen. Die Ticketpreise für die beiden Konzerte im New Yorker Ritz Club beliefen sich auf nur 20 US-Dollar. Die vier Konzerte in den Vereinigten Staaten komplettierten die Auftritte im Rahmen der Clapton and Friends Tour im Jahr 1986. In dem Jahr bestritt der Brite zehn Konzerte der Tournee.
Im Jahr 1987 begann die Tournee mit acht Konzerten in Großbritannien, sechs davon fanden hintereinander in der Londoner Royal Albert Hall statt. Mitte Januar bereiste Clapton die Länder Frankreich, Belgien und die Niederlande mit jeweils einem Konzert pro Region. Vom 20. bis 23. Januar 1987 ließ der britische Künstler vier Deutschlandkonzerte folgen. Mit drei Konzerten in Italien schloss Clapton den Europa-Abschnitt der Tournee am 30. Januar 1987 ab. Vom 11. bis 27. April desselben Jahres spielte Clapton zwölf ausverkaufte Konzerte in den Vereinigten Staaten. Ende Oktober reiste der Brite für drei ausverkaufte Auftritte nach Australien, bevor er die Tournee nach fünf Konzerten in Japan am 9. November 1987 beendete.
In den Vereinigten Staaten verkaufte Clapton 195.422 von 195.422 verfügbaren Eintrittskarten für seine zwölf Konzerte und erzielte Einnahmen von 3.405.024 US-Dollar. In Europa spielte der britische Rockmusiker vor mehr als 134.997 Zuschauern und nahm mehr als 2.990.114 US-Dollar ein. In Australien trat Clapton vor 33.591 Konzertbesuchern auf und konnte Einnahmen von 1.020.466 US-Dollar erwirtschaften.

## Besetzung
Im Rahmen der Tournee traten folgende Vorgruppen, Gäste und Musiker auf.
| - Eric Clapton – Gitarre, Gesang - Mark Knopfler – Gitarre, Gesang (gastierend) (UK) - Robert Cray – Gitarre, Gesang (gastierend) - Keith Richards – Gitarre (gastierend) - Steve Winwood – Gesang (gastierend) | - Sting – Gesang (gastierend) - Phil Collins – Schlagzeug, Gesang (US + EU) - Steve Ferrone – Schlagzeug - Nathan East – Bassgitarre, Begleitgesang - Greg Phillinganes – Keyboards, Begleitgesang | - Alan Clark – Keyboards - Robert Cray Band – Vorgruppe - Big Town Playboys – Vorgruppe - Peter Blakely – Vorgruppe |

## Setlist
Die Band und Clapton trugen im Laufe der Tournee sowohl eine Mischung aus neuen Songs aus dem Studioalbum August als auch ältere Hit-Songs und Blues-Klassiker vor. Die Setlist blieb während der zwei Jahre nahezu unverändert und war in der Regel, je nach Veranstaltungsort, 14 bis 16 Lieder lang. Ein Konzert fing gewöhnlich mit dem Vortrag der Lieder Crossroads, White Room und I Shot the Sheriff an. Es folgten neue Lieder aus dem August-Album wie Miss You, Run, Holy Mother, Behind the Mask, Tearing Us Apart oder Hung Up on Your Love. Weitere Erfolgssongs, die Clapton während der Tournee spielte, waren unter anderem After Midnight, Badge, Let It Rain, Sunshine of Your Love und Cocaine. Neben dem Ohröffner Crossroads, waren Further on Up the Road und Same Old Blues die einzigen Blues-Titel, die aufgeführt wurden. Waren Collins oder Knopfler bei einem Konzert, wurden In the Air Tonight oder Money for Nothing gespielt. Ein Konzert endete in den meisten Fällen mit dem Titel Layla.

## Konzerttermine
| Datum             | Stadt           | Land                   | Veranstaltungsort             | Besucherzahl              | Einnahmen    |
| Europa            | Europa          | Europa                 | Europa                        | Europa                    | Europa       |
| ----------------- | --------------- | ---------------------- | ----------------------------- | ------------------------- | ------------ |
| 3. Juli 1986      | Sandvika        | Norwegen               | Middelalderparken             | — (a)                     | — (a)        |
| 4. Juli 1986      | Roskilde        | Danemark               | Roskilde Park                 | — (b)                     | — (b)        |
| 10. Juli 1986     | Montreux        | Schweiz                | Montreux Casino               | — (c)                     | — (c)        |
| 12. Juli 1986     | Juan-les-Pins   | Frankreich             | Pinède Gould                  | — (d)                     | — (d)        |
| 14. Juli 1986     | Birmingham      | Vereinigtes Konigreich | National Exhibition Centre    | 36.291 / 36.291           | $612.990     |
| 15. Juli 1986     | Birmingham      | Vereinigtes Konigreich | National Exhibition Centre    | 36.291 / 36.291           | $612.990     |
| Nordamerika       |                 |                        |                               |                           |              |
| 20. November 1986 | Boston          | Vereinigte Staaten     | The Metro Club                | N.N.                      | N.N.         |
| 21. November 1986 | Boston          | Vereinigte Staaten     | The Metro Club                | N.N.                      | N.N.         |
| 23. November 1986 | New York City   | Vereinigte Staaten     | The Ritz Club                 | N.N.                      | N.N.         |
| 24. November 1986 | New York City   | Vereinigte Staaten     | The Ritz Club                 | N.N.                      | N.N.         |
| Europa            |                 |                        |                               |                           |              |
| 3. Januar 1987    | Manchester      | Vereinigtes Konigreich | Apollo Theatre                | 14.250 / 14.250           | $301.556     |
| 4. Januar 1987    | Manchester      | Vereinigtes Konigreich | Apollo Theatre                | 14.250 / 14.250           | $301.556     |
| 6. Januar 1987    | London          | Vereinigtes Konigreich | Royal Albert Hall             | 36.450 / 36.450           | $634.120     |
| 7. Januar 1987    | London          | Vereinigtes Konigreich | Royal Albert Hall             | 36.450 / 36.450           | $634.120     |
| 8. Januar 1987    | London          | Vereinigtes Konigreich | Royal Albert Hall             | 36.450 / 36.450           | $634.120     |
| 10. Januar 1987   | London          | Vereinigtes Konigreich | Royal Albert Hall             | 36.450 / 36.450           | $634.120     |
| 11. Januar 1987   | London          | Vereinigtes Konigreich | Royal Albert Hall             | 36.450 / 36.450           | $634.120     |
| 12. Januar 1987   | London          | Vereinigtes Konigreich | Royal Albert Hall             | 36.450 / 36.450           | $634.120     |
| 16. Januar 1987   | Rotterdam       | Niederlande            | Ahoy Hall                     | N.N.                      | N.N.         |
| 17. Januar 1987   | Brüssel         | Belgien                | Forest National               | N.N.                      | N.N.         |
| 18. Januar 1987   | Paris           | Frankreich             | Le Zénith                     | N.N.                      | N.N.         |
| 20. Januar 1987   | Dortmund        | Deutschland            | Westfalenhalle                | 14.875 / 14.875           | $427.492     |
| 21. Januar 1987   | Hamburg         | Deutschland            | Sporthalle                    | 6.890 / 6.890             | $201.392     |
| 22. Januar 1987   | Frankfurt       | Deutschland            | Festhalle                     | 12.191 / 12.191           | $398.577     |
| 23. Januar 1987   | München         | Deutschland            | Olympiahalle                  | 14.050 / 14.050           | $413.987     |
| 26. Januar 1987   | Mailand         | Italien                | Palatrussardi                 | N.N.                      | N.N.         |
| 29. Januar 1987   | Rom             | Italien                | PalaEUR                       | N.N.                      | N.N.         |
| 30. Januar 1987   | Florenz         | Italien                | Palasport                     | N.N.                      | N.N.         |
| Nordamerika       |                 |                        |                               |                           |              |
| 11. April 1987    | Oakland         | Vereinigte Staaten     | Oakland Coliseum              | 14.761 / 14.761           | $273.079     |
| 13. April 1987    | Costa Mesa      | Vereinigte Staaten     | Pacific Amphitheatre          | 18.765 / 18.765           | $301.958     |
| 14. April 1987    | Los Angeles     | Vereinigte Staaten     | The Forum                     | 15.975 / 15.975           | $280.716     |
| 16. April 1987    | Denver          | Vereinigte Staaten     | McNichols Sports Arena        | 16.211 / 16.211           | $274.802     |
| 18. April 1987    | St. Paul        | Vereinigte Staaten     | Civic Center                  | 16.433 / 16.433           | $285.382     |
| 19. April 1987    | Rosemont        | Vereinigte Staaten     | Rosemont Horizon              | 17.338 / 17.338           | $296.133     |
| 21. April 1987    | Indianapolis    | Vereinigte Staaten     | Market Square Arena           | 13.129 / 13.129           | $216.629     |
| 22. April 1987    | Detroit         | Vereinigte Staaten     | Joe Louis Arena               | 17.435 / 17.435           | $299.921     |
| 23. April 1987    | Cleveland       | Vereinigte Staaten     | Richfield Coliseum            | 14.177 / 14.177           | $248.098     |
| 25. April 1987    | Landover        | Vereinigte Staaten     | Capital Centre                | 18.025 / 18.025           | $315.438     |
| 26. April 1987    | Providence      | Vereinigte Staaten     | Civic Center                  | 13.181 / 13.181           | $230.668     |
| 27. April 1987    | New York City   | Vereinigte Staaten     | Madison Square Garden         | 19.992 / 19.992           | $382.200     |
| Ozeanien          |                 |                        |                               |                           |              |
| 23. Oktober 1987  | Sydney          | Australien             | Entertainment Centre          | 13.045 / 13.045           | $398.201     |
| 24. Oktober 1987  | Brisbane        | Australien             | Entertainment Centre          | 13.421 / 13.421           | $423.190     |
| 27. Oktober 1987  | Melbourne       | Australien             | Sports & Entertainment Centre | 7.125 / 7.125             | $199.075     |
| Asien             |                 |                        |                               |                           |              |
| 2. November 1987  | Tokio           | Japan                  | Nippon Budōkan                | N.N.                      | N.N.         |
| 4. November 1987  | Tokio           | Japan                  | Nippon Budōkan                | N.N.                      | N.N.         |
| 5. November 1987  | Tokio           | Japan                  | Nippon Budōkan                | N.N.                      | N.N.         |
| 7. November 1987  | Nagoya          | Japan                  | The Gym                       | N.N.                      | N.N.         |
| 9. November 1987  | Osaka           | Japan                  | Ōsaka-jō Hall                 | N.N.                      | N.N.         |
| Zusammenfassung   | Zusammenfassung | Zusammenfassung        | Zusammenfassung               | 364.010 / 364.010 (100 %) | + $7.415.604 |

## Veröffentlichungen

### Offizielle
- 1987: Live 1986 (Label: Radio Vision)[34]
- 2006: Live at Montreux 1986 (Label: Eagle Rock)[35]

### Bootlegs
Die Clapton and Friends Tour wurde im Gegensatz für Clapton-Knopfler-Tour oder zur Journeyman World Tour verhältnismäßig sporadisch dokumentiert. Als Schwarzpressung auf DVD und Video-Compact-Disc sind acht Versionen von verschiedenen Konzerten der Tournee bekannt. Dies sind Aufnahmen von Konzerten des Roskilde-Festivals, des Montreux-Jazz-Festivals, dem Auftritt in Pinède Gould, zwei Versionen des Konzertes in Birmingham, ein Konzertmitschnitt aus der Royal Albert Hall am 12. Januar 1987, sowie Konzerte aus Rom und aus der Market Square Arena in Indianapolis, Vereinigte Staaten. Als ausschließliche Audio-Bootlegs auf Compact Disc gibt es über 30 verschiedene Schwarzpressungen, welche die Clapton and Friends Tour gut nicht-audiovisuell dokumentieren.

## Rezeption
Kritiker Steve Wilson von der australischen Zeitung The Age bezeichnete Claptons Auftritt in Sydney als „legendenwürdig“ und „brillant“.